# Manon Gropius

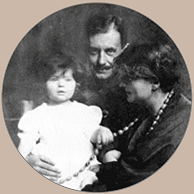
Manon Gropius ze swoimi rodzicami Almą Mahler i Walterem Gropiusem, 1918

Manon Gropius (Manon Alma Anna Justine Caroline Gropius) (ur. 5 października 1916, zm. 22 kwietnia 1935 w Wiedniu) – postać z wiedeńskiej elity towarzyskiej lat międzywojennych, córka znanego architekta Waltera Gropiusa i Almy Mahler-Werfel z ich krótkiego małżeństwa.
W kwietniu 1934 roku Manon zachorowała na nieuleczalne wówczas polio i została sparaliżowana. W następnym roku, 22 kwietnia 1935, zmarła. Jej pogrzeb był wielkim wydarzeniem w życiu towarzyskim Wiednia.
Jej śmierć zainspirowała kompozytora Albana Berga do stworzenia koncertu skrzypcowego poświęconego "pamięci Anioła". Pierwsza część tego koncertu to "portret muzyczny" Manon, druga to walka z chorobą, której kulminacją jest wieczny pokój duszy. Było to ostatnie ukończone dzieło Berga, który zmarł w grudniu 1935 roku. Ojczym Manon – Franz Werfel – opisał jej życie i śmierć w dwóch opowiadaniach.
Manon pochowana jest wraz z matką, Almą Mahler-Werfel (zmarła w 1964), na cmentarzu Grinzing w Wiedniu.